# Миколаївська міська територіальна громада (Львівська область)
Миколаївська міська громада — територіальна громада в Україні, в Стрийському районі Львівської області. Адміністративний центр — місто Миколаїв.
Площа громади — 304,6 км², населення — 34 257 мешканців (2020).

## Населені пункти
У складі громади 1 місто (Миколаїв) і 23 село:
- Більче
- Болоня
- Велика Горожанна
- Вербіж
- Гірське
- Гонятичі
- Дроговиж
- Кагуїв
- Колодруби
- Криниця
- Липиці
- Листвяний
- Мала Горожанна
- Новосілки-Опарські
- Павуки
- Підлісся
- Повергів
- Раделичі
- Ричагів
- Рудники
- Сайків
- Трудове
- Устя